# Bari Sardo

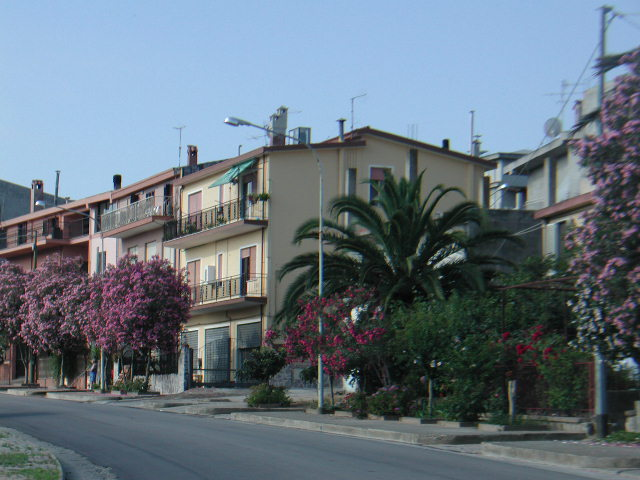

Bari Sardo – miejscowość i gmina we Włoszech, w regionie Sardynia, w prowincji Nuoro. Graniczy z Cardedu, Ilbono, Lanusei, Loceri i Tortolì.
Według danych na rok 2019 gminę zamieszkuje 3908 osób, 104 os./km².